# Лазарев, Иван Давидович
Ива́н Дави́дович Ла́зарев (17 октября 1820 — 14 августа 1879) — русский военачальник армянского происхождения, генерал-лейтенант (27.03.1866), генерал-адъютант (26.11.1878). Участник кавказской и русско-турецкой войны 1877-1878 годов.

## Биография
Родился Иван Давидович 17 октября 1820 года в армянской семье в городе Шуша.
В пятилетнем возрасте, во время Русско-персидской войны, находился в осаждённой Шуше. Его дед Агабек Калантарян, руководил обороной одного из участков крепости, примыкающих к Елизаветпольским воротам.
Учился в Шушинском уездном училище.
В 1839 году записался добровольцем в Ширванский 84-й пехотный полк. Участвовал и отличился в Кавказской войне.
В 1841 году произведён в унтер-офицеры. Участвовал при взятии Хубара.
В 1842 году участвовал в штурме Гергебиля, за проявленную доблесть при штурме награждён знаком отличия Военного ордена.
В 1843 году произведён в прапорщики.
В 1845 году, за отличия проявленные во время Даргинской экспедиции представлен к офицерскому чину.
В 1849 году произведён в капитаны.
В 1850 году назначен управляющим Мехтулинским ханством, в 1854 году — Даргинским округом.
В 1859 году — командующий войсками и начальник временного военного управления в Среднем Дагестане, перед капитуляцией Шамиля по просьбе имама отправился в окруженный Гуниб для переговоров об условиях сдачи.
В 1860 году произведён в генерал-майоры, в 1861 и 1863 годах сумел без пролития крови, исключительно за счёт своего авторитета, усмирить восстания в Дагестане.
С 1865 года — командующий, с 1866 года — начальник 21-й пехотной дивизии.
27 марта 1866 года произведён в генерал-лейтенанты.
С 1868 по 1877 годы состоял при командующем войсками Кавказской армии.
Участвовал в русско-турецкой войне 1877—1878 годов, во главе обходного отряда совершил глубокий обход сильной турецкой позиции в Авлияр-Аладжинском сражении и ударом с тыла внёс решающий вклад в разгром турецкой армии, затем при осаде Карса руководил действиями осадного корпуса, награждён орденом Святого Георгия 3-й степени — за сражение на Аладжинских высотах 3 октября 1877 года и орденом Святого Георгия 2-й степени — за штурм Карса.
В 1879 году назначен командовать Ахал-текинской экспедицией. Однако, экспедицию готовил не он, только прибыв к назначенным в поход войскам. 31 июля передовой отряд вышел в поход, 2 августа выступили главные силы вместе с Лазаревым, а 14 августа 1879 года генерал Лазарев скончался в селе Чат.

## Награды
Российские:
- Знак отличия Военного ордена (1842)
- Орден Святой Анны 4-й степени «За храбрость» (1846)
- Орден Святой Анны 3-й степени с бантом (21.02.1847)
- Орден Святого Владимира 4-й степени с бантом (15.01.1848)
- Золотая сабля с надписью «За храбрость» (1858)
- Орден Святой Анны 2-й степени с мечами (1859)
- Знак отличия беспорочной службы за XV лет (1860)
- Орден Святой Анны 1-й степени с мечами (1861)
- Орден Святого Владимира 2-й степени с мечами (1863)
- Императорская корона к ордену Святой Анны 1-й степени (1871)
- Орден Святого Георгия 3-й степени (27.10.1877)
- Орден Святого Георгия 2-й степени (19.12.1877, за осаду и взятие турецкой крепости Карс)

Иностранные:
- Прусский орден «Pour le Mérite» (1878)

## Иван Давидович Лазарев в разные годы
- Генерал И. Д. Лазарев, 1878 год .
- Генерал И. Д. Лазарев, 1879 год .